# Magadha taibaishanensis
Magadha taibaishanensis är en insektsart som beskrevs av Wang 1989. Magadha taibaishanensis ingår i släktet Magadha och familjen vedstritar. Inga underarter finns listade i Catalogue of Life.